# Tang Xuezhong
Tang Xuezhong (chinesisch 湯學忠 / 汤学忠, Pinyin Tāng Xuézhōng; * 31. März 1969) ist ein ehemaliger chinesischer Straßenradrennfahrer.
Tang Xuezhong nahm für China im Mai 1988 an der Friedensfahrt teil und belegte den 46. Rang im Endklassement. 1989 wurde er 35. in diesem Etappenrennen. Er startete vier Monate später bei den Olympischen Sommerspielen in Seoul im olympischen Straßenrennen, wo er mit dem Hauptfeld ins Ziel kam und den 44. Platz belegte. Bei den nächsten Olympischen Sommerspielen in Barcelona 1992 wurde er 39. im Straßenrennen hinter dem Sieger Fabio Casartelli. 1990 siegte er im Straßenrennen der Männer bei den Asienspielen. Bei der Tour of the Philippines erreichte er 1998 den 20. Platz. In den Jahren 1999 und 2001 kam er zweimal unter die ersten zehn der Tour of South China Sea. Nachdem er im Jahr 2000 schon Vierter der Tour de Korea geworden war, konnte Tang in der Saison 2002 die Gesamtwertung der Korea-Rundfahrt für sich entscheiden. 2001 gewann er das Straßenrennen bei den UCI-B-Weltmeisterschaften.

## Erfolge
2001
- UCI-B-Weltmeisterschaften – Straßenrennen

2002
- Gesamtwertung Tour de Korea